# Armando Francioli
Armando Francioli (Roma, 21 ottobre 1919 – Roma, 6 aprile 2020) è stato un attore italiano.

## Biografia
Armando Francioli nacque a Roma il 21 ottobre 1919. Laureato in economia e commercio, frequentò la Scuola Nazionale di Cinema fondata nel 1935 da Alessandro Blasetti.
Il suo esordio nel cinema avvenne nel 1941, con una parte nel film Un colpo di pistola.
Nel dopoguerra, pur continuando nella sua carriera cinematografica, si dedicò al teatro ed approdò alla televisione con lo sceneggiato Cime tempestose (1956), diretto da Mario Landi, Il romanzo di un maestro (1959), anche questo per la regia di Landi, e con Il vicario di Wakefield (1959), diretto da Guglielmo Morandi. Nel 1967 fu scelto nuovamente da Mario Landi nel Dossier Mata Hari e nel 1973 come protagonista nello sceneggiato giallo in due puntate Serata al Gatto Nero. Partecipò poi a numerose altre produzioni e trasmissioni televisive.
Il piccolo schermo gli permise di ottenere un buon successo, mentre nel cinema, pur avendo lavorato con molta continuità (la sua filmografia è infatti molto vasta) non ebbe l'opportunità di affermarsi veramente ed avere ruoli di primo piano.
Fu scelto come testimonial della Lebole, marchio di abbigliamento maschile, per diversi anni a partire dal 1962. Celebre il motto che recitava «Ho un debole per l'uomo in Lebole».
Fu interprete anche di numerosi fotoromanzi al pari della sorella Germana e del fratello Luciano.
Negli anni '70-'80 lavorò anche alla radio, partecipando, in veste di lettore di meditazioni spirituali, alla rubrica religiosa Oggi è domenica, a cura del GR 2, in onda ogni domenica mattina.
Muore il 6 aprile 2020 all'età di 100 anni.

## Filmografia

### Cinema

Francioli in Addio mia bella signora (1954)

- Un colpo di pistola, regia di Renato Castellani (1942)
- Don Cesare di Bazan, regia di Riccardo Freda (1942)
- C'è sempre un ma!, regia di Luigi Zampa (1943)
- O sole mio, regia di Giacomo Gentilomo (1945)
- Aquila nera, regia di Riccardo Freda (1946)
- Fumeria d'oppio, regia di Raffaello Matarazzo (1947)
- Il corriere del re, regia di Gennaro Righelli (1947)
- Il diavolo bianco, regia di Nunzio Malasomma (1947)
- L'ebreo errante, regia di Goffredo Alessandrini (1948)
- Paolo e Francesca, regia di Raffaello Matarazzo (1950)
- Bellezze a Capri, regia di Adelchi Bianchi (1951)
- Il tradimento, regia di Riccardo Freda (1951)
- Roma ore 11, regia di Giuseppe De Santis (1951)
- Cani e gatti, regia di Leonardo De Mitri (1952)
- Il boia di Lilla, regia di Vittorio Cottafavi (1952)
- Il mercante di Venezia (Le Marchand de Venise), regia di Pierre Billon (1952)
- Moglie per una notte, regia di Mario Camerini (1952)
- Prigionieri delle tenebre, regia di Enrico Bomba (1952)
- I Piombi di Venezia, regia di Gian Paolo Callegari (1953)
- La mia vita è tua, regia di Giuseppe Masini (1953)
- Se vincessi cento milioni, regia di Carlo Campogalliani e Carlo Moscovini (1953)
- Traviata '53, regia di Vittorio Cottafavi (1953)
- Il cavaliere di Maison Rouge, regia di Vittorio Cottafavi (1953)
- Addio mia bella signora, regia di Fernando Cerchio (1954)
- Due soldi di felicità, regia di Roberto Amoroso (1954)
- Il prigioniero del re, regia di Giorgio Venturini (1954)
- La regina Margot (La Reine Margot), regia di Jean Dréville (1954)
- Figaro, il barbiere di Siviglia, regia di Camillo Mastrocinque (1955)
- Il piccolo vetraio, regia di Giorgio Capitani (1955)
- La donna dei faraoni, regia di Giorgio Rivalta (1960)
- Lo sparviero dei Caraibi, regia di Piero Regnoli (1962)
- L'Homme de Mykonos, regia di René Gainville (1966)
- Le dolcezze del peccato, regia di Franz Antel e Fritz Umgelter (1968)
- Il marchio di Kriminal, regia di Fernando Cerchio (1968)
- Bolidi sull'asfalto - A tutta birra!, regia di Bruno Corbucci (1970)
- Il clan degli uomini violenti (La Horse), regia di Pierre Granier-Deferre (1970)
- Sono un marito infedele (Êtes-vous fiancée à un marin grec ou à un pilote de ligne?), regia di Jean Aurel (1971)
- Tutti dentro, regia di Alberto Sordi (1984)
- Ostinato destino, regia di Gianfranco Albano (1992)
- Berlino '39, regia di Sergio Sollima (1994)

### Televisione

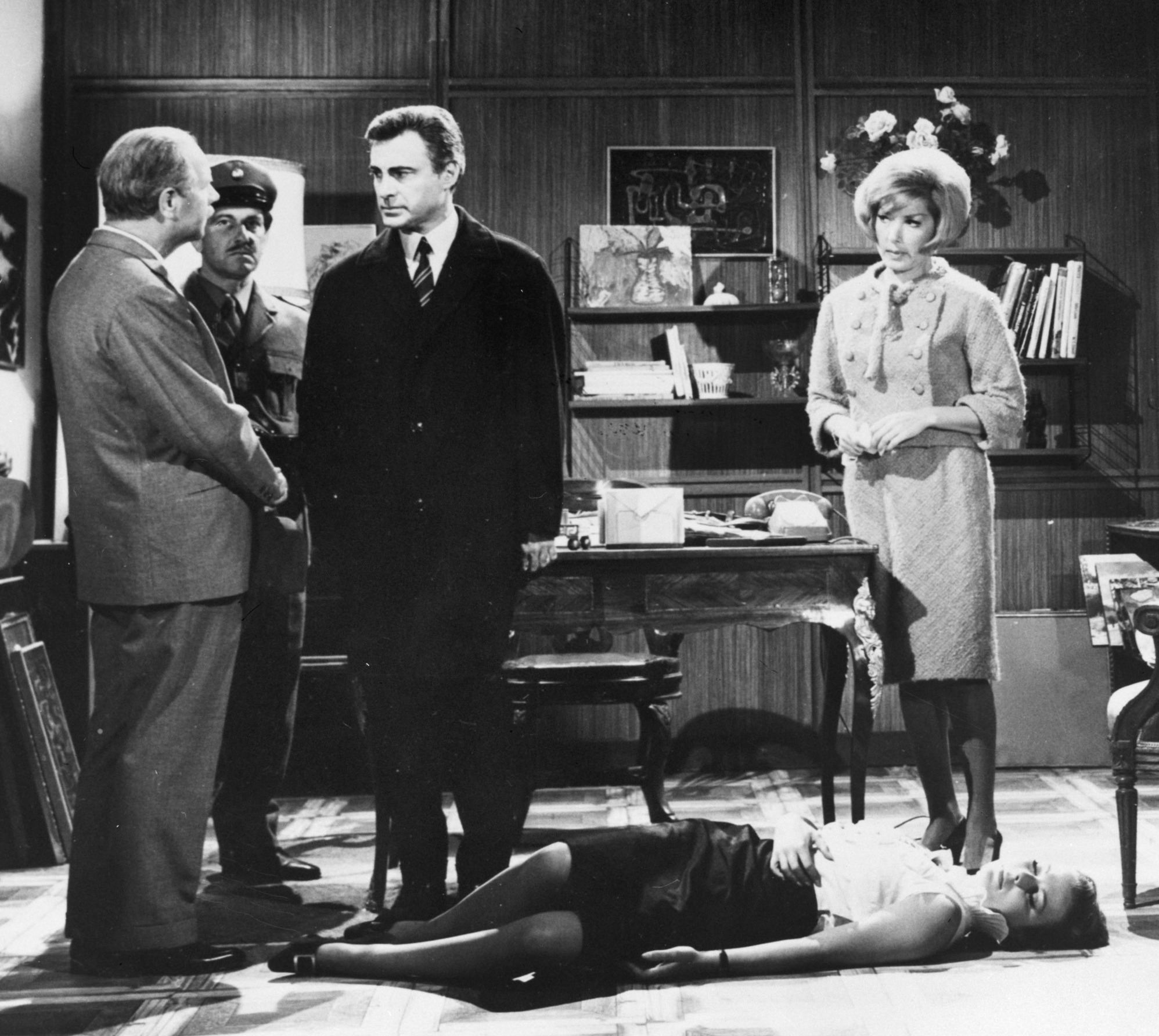
Da sinistra: Stefano Sibaldi, Francioli e Lauretta Masiero nell'episodio Diamanti a gogò de Le avventure di Laura Storm (1965)

- Dossier di Mata Hari, regia di Mario Landi (1963)
- Le avventure di Laura Storm, serie TV, episodio 1x02 (1965)
- Il Leone di San Marco, regia di Alda Grimaldi (1969)
- Serata al gatto nero, regia di Mario Landi (1973)
- Tante scuse, regia di Romolo Siena (1974)
- Spia - Il caso Philby, regia di Gian Pietro Calasso – miniserie TV (1977)
- Nata d'amore, regia di Duccio Tessari (1984)

#### Prosa televisiva
- Cime tempestose, regia di Mario Landi (1956)
- Il romanzo di un maestro, regia di Mario Landi (1959)
- Dieci minuti di alibi, regia di Giacomo Vaccari, trasmessa il 27 febbraio 1959.
- Scrollina, regia di Eros Macchi (1959)
- Il vicario di Wakefield, regia di Guglielmo Morandi (1959)
- Lo schiavo impazzito, regia di Mario Lanfranchi (1960)
- La moglie americana, regia di Guglielmo Morandi, trasmessa il 15 novembre 1960 sul Programma Nazionale.
- Cenerentola, regia di Stefano De Stefani (1961)
- Carolina o l'irraggiungibile, commedia di Somerset Maugham, regia di Giacomo Vaccari, trasmessa il 15 febbraio 1963
- Sera di pioggia, commedia in tre atti di Paola Riccora, regia di Leonardo Cortese (1963)
- Ritorno dall'abisso, regia di Mario Lanfranchi (1963)
- La bella addormentata, regia di Eros Macchi (1963)
- Rebecca, regia di Eros Macchi, trasmesso il 26 agosto 1969

## Prosa radiofonica Rai
- Amore mio, commedia di Terence Rattigan, regia di Giuseppe Di Martino, trasmessa il 14 settembre 1961

## Doppiatori italiani
- Paolo Ferrari in Il boia di Lilla, Il cavaliere di Maison Rouge, Il piccolo vetraio
- Giuseppe Rinaldi in Addio mia bella signora,[2] Traviata '53
- Pino Locchi in La regina Margot, Il clan degli uomini violenti
- Giulio Panicali in Paolo e Francesca
- Aldo Giuffrè in Cani e gatti